# Morti il 17 settembre
| Questa pagina contiene informazioni ricavate automaticamente dalle voci biografiche con l'ausilio del template Bio e di un bot. L'aggiornamento è periodico e automatico e ricostruisce completamente la pagina. Se manca una persona in questa lista, sei pregato di non aggiungerla, ma accertati piuttosto che la sua voce biografica contenga il template Bio e che i dati anagrafici siano correttamente compilati. Se il template Bio manca, inseriscilo tu stesso o, in alternativa, metti l'avviso {{tmp\|Bio}} che ne segnala la mancanza. Se i dati riportati sono sbagliati, correggi direttamente la voce biografica; le modifiche saranno visibili in questa lista entro pochi giorni. Per chiarimenti vedi il progetto biografie. La lista contiene solo le 512 persone che sono citate nell'enciclopedia e per le quali è stato implementato correttamente il template Bio. Pagina aggiornata al 17 ago 2025. |

## IV secolo(1)
- 397 - Nettario di Costantinopoli, arcivescovo bizantino

## V secolo(1)
- 456 - Remisto, generale visigoto

## IX secolo(1)
- 895 - Minamoto no Tōru, poeta e politico giapponese (n. 822)

## X secolo(2)
- 961 - Israele, vescovo cristiano orientale siro
- 995 - Ibn al-Nadim, bibliografo e storico arabo

## XII secolo(3)
- 1148 - Conan III di Bretagna, nobile francese
- 1176 - Giovanni Cantacuzeno, militare bizantino
- 1179 - Ildegarda di Bingen, monaca cristiana, scrittrice e mistica tedesca (n. 1098)

## XIII secolo(1)
- 1226 - Guglielmo VI del Monferrato, marchese italiano (n. 1173)

## XIV secolo(3)
- 1322 - Roberto III di Fiandra, conte (n. 1249)
- 1364 - Roberto di Taranto, principe
- 1391 - Paolo Trinci, religioso italiano (n. 1309)

## XV secolo(9)
- 1422 - Alamanno Adimari, arcivescovo cattolico italiano (n. 1362)
- 1422 - Costantino II di Bulgaria, sovrano bulgaro (n. 1369)
- 1425 - Bona d'Artois, principessa francese (n. 1394)
- 1435 - Gregorio Dati, mercante e scrittore italiano (n. 1362)
- 1462 - Anna di Sassonia, principessa tedesca (n. 1420)
- 1475 - Muhammad Shah di Pahang, sovrano malese
- 1479 - Cherubino Testa, presbitero italiano (n. 1451)
- 1482 - Guglielmo III di Sassonia, principe tedesco (n. 1425)
- 1485 - Pietro d'Arbués, religioso spagnolo (n. 1441)

## XVI secolo(16)
- 1503 - Giovanni Pontano, umanista e politico italiano (n. 1429)
- 1510 - Giorgione, pittore italiano (n. 1478)
- 1518 - Niccolò Pandolfini, cardinale e vescovo cattolico italiano (n. 1440)
- 1520 - Leonardo Grosso della Rovere, cardinale e vescovo cattolico italiano (n. 1464)
- 1525 - Arcangela Panigarola, religiosa italiana (n. 1468)
- 1527 - Alessandro Gonzaga, condottiero italiano (n. 1494)
- 1528 - Íñigo Fernández de Velasco, II duca di Frías, nobile spagnolo (n. 1462)
- 1533 - Filippo I di Baden, nobile tedesco (n. 1479)
- 1542 - Dionisio Laurerio, cardinale e vescovo cattolico italiano (n. 1497)
- 1547 - Federico II di Legnica, polacco (n. 1480)
- 1559 - Isabella di Capua, nobile italiana (n. 1510)
- 1563 - Henry Manners, II conte di Rutland, nobile inglese (n. 1526)
- 1566 - Íñigo López de Mendoza, nobile spagnolo (n. 1493)
- 1574 - Pedro Menéndez de Avilés, esploratore spagnolo (n. 1519)
- 1575 - Heinrich Bullinger, teologo svizzero (n. 1504)
- 1581 - Achille Stazio, umanista e scrittore portoghese (n. 1524)

## XVII secolo(26)
- 1609 - Pierre Biard il Vecchio, architetto e scultore francese (n. 1559)
- 1609 - Judah Loew, rabbino, filosofo e mistico ceco
- 1621 - Roberto Bellarmino, teologo, scrittore e cardinale italiano (n. 1542)
- 1626 - Pyramus de Candolle, nobile e condottiero francese (n. 1566)
- 1626 - Johann Schweikhard von Kronberg, nobile e arcivescovo cattolico tedesco (n. 1553)
- 1629 - Giovanni Faber, botanico, medico e collezionista d'arte tedesco (n. 1574)
- 1632 - Susenyos I, imperatore etiope
- 1636 - Stefano Maderno, scultore italiano (n. 1576)
- 1644 - Alessandro II Gonzaga, nobile italiano (n. 1611)
- 1652 - Francisco de Lugo, teologo e gesuita spagnolo (n. 1580)
- 1654 - Mario Cutelli, giurista e filosofo italiano (n. 1589)
- 1658 - Georg Philipp Harsdörffer, poeta, letterato e traduttore tedesco (n. 1607)
- 1663 - Carlo Garavaglia, scultore e incisore italiano (n. 1617)
- 1665 - Filippo IV di Spagna, re (n. 1605)
- 1665 - Baltasar Moscoso y Sandoval, cardinale e arcivescovo cattolico spagnolo (n. 1589)
- 1666 - Augusto di Brunswick-Lüneburg, nobile tedesco (n. 1579)
- 1674 - Pio Enea II Obizzi, librettista italiano (n. 1592)
- 1676 - Sabbatai Zevi, mistico ottomano (n. 1626)
- 1677 - Zacharie Cloutier, operaio francese (n. 1590)
- 1679 - Girolamo Fabri, presbitero e storico italiano (n. 1627)
- 1679 - Giovanni d'Austria, condottiero e politico spagnolo (n. 1629)
- 1683 - Amedeo di Castellamonte, architetto italiano (n. 1613)
- 1689 - Maximilian Lorenz von Starhemberg, generale austriaco (n. 1640)
- 1691 - Abraham Hondius, pittore, disegnatore e incisore olandese
- 1696 - Daniel Daniélis, compositore belga (n. 1635)
- 1699 - Augusto di Schleswig-Holstein-Sonderburg-Plön-Norburg, nobile danese (n. 1635)

## XVIII secolo(27)
- 1701 - Stanisław Papczyński, religioso polacco (n. 1631)
- 1711 - Giovanni Maria Gabrielli, cardinale italiano (n. 1654)
- 1717 - Remi-Casimir Oudin, monaco cristiano e bibliografo francese (n. 1638)
- 1721 - Margherita Luisa d'Orléans, nobile francese (n. 1645)
- 1726 - Louis Remy de la Fosse, architetto francese (n. 1659)
- 1731 - Gustavo del Palatinato-Zweibrücken, duca (n. 1670)
- 1734 - Thomas Fuller, scrittore, medico e storico inglese (n. 1654)
- 1748 - Philipp Gerlach, architetto tedesco (n. 1679)
- 1756 - William Martin, ammiraglio britannico
- 1759 - Adalbert II von Walderdorff, vescovo cattolico e abate tedesco (n. 1697)
- 1761 - Georg Matthias Bose, scienziato tedesco (n. 1710)
- 1762 - Francesco Geminiani, violinista e compositore italiano (n. 1687)
- 1767 - Edoardo Augusto di Hannover, principe inglese (n. 1739)
- 1768 - Manuel da Maia, architetto, ingegnere e archivista portoghese (n. 1677)
- 1774 - František Sehling, tenore e musicista ceco (n. 1715)
- 1775 - John Parker, militare inglese (n. 1729)
- 1777 - Benedetta d'Este, nobile italiana (n. 1697)
- 1778 - Michel-Ange Duquesne de Menneville, navigatore e funzionario francese
- 1784 - John Tylney, II conte Tylney, nobile e politico inglese (n. 1712)
- 1786 - Tokugawa Ieharu, militare giapponese (n. 1737)
- 1788 - John Penn, politico statunitense (n. 1741)
- 1791 - Tomás de Iriarte, poeta, drammaturgo e traduttore spagnolo (n. 1750)
- 1793 - George Handley, politico e militare statunitense (n. 1752)
- 1794 - Benedetto Andrea Doria, vescovo cattolico italiano (n. 1722)
- 1798 - Bernardino Moscati, chirurgo, anatomista e ginecologo italiano (n. 1705)
- 1800 - Nathan Adler, rabbino e religioso tedesco (n. 1741)
- 1800 - Giovanni Eulero, matematico e astronomo russo (n. 1734)

## XIX secolo(52)
- 1803 - Franz Xaver Süßmayr, compositore e musicista austriaco (n. 1766)
- 1806 - Giuseppe Moneta, compositore italiano (n. 1754)
- 1807 - Edward Telfair, politico statunitense (n. 1735)
- 1811 - Anna Maria Zwanziger, assassina seriale tedesca (n. 1760)
- 1813 - Ulrica Sofia di Meclemburgo-Schwerin, duchessa (n. 1723)
- 1814 - Bernardo Maria Cenicola, arcivescovo cattolico italiano (n. 1748)
- 1814 - Jacques Bernard d'Anselme, generale francese (n. 1740)
- 1816 - Vladislav Aleksandrovič Ozerov, drammaturgo e scrittore russo (n. 1769)
- 1818 - Albemarle Bertie, IX conte di Lindsey, nobile e militare britannico (n. 1744)
- 1820 - Giovan Francesco Compagnoni Marefoschi, arcivescovo cattolico italiano (n. 1757)
- 1821 - Gheorghe Lazăr, pedagogista romeno (n. 1779)
- 1823 - Abraham-Louis Breguet, orologiaio e inventore svizzero (n. 1747)
- 1823 - John Shaw, militare statunitense (n. 1773)
- 1824 - Richard Watson Dickson, medico e agronomo britannico (n. 1759)
- 1825 - Josef Karl von Dietrichstein, politico e nobile austriaco (n. 1763)
- 1827 - Matthew Talbot, politico statunitense (n. 1767)
- 1831 - José Manuel Herrera, presbitero, politico e scrittore messicano (n. 1776)
- 1832 - Francesco Carelli, numismatico, archeologo e antiquario italiano (n. 1758)
- 1836 - Antoine-Laurent de Jussieu, botanico francese (n. 1748)
- 1841 - Ettore Galli, medaglista italiano (n. 1808)
- 1847 - Ioannis Kolettis, patriota e politico greco (n. 1774)
- 1852 - Francisco Javier Echeverría, politico messicano (n. 1797)
- 1858 - Dred Scott, attivista statunitense (n. 1799)
- 1862 - Ferdinando Prat, militare e politico italiano (n. 1792)
- 1863 - Charles Robert Cockerell, architetto e archeologo britannico (n. 1788)
- 1863 - Józef Korzeniowski, scrittore polacco (n. 1797)
- 1863 - José Muñoz y Borbón, nobile spagnolo (n. 1843)
- 1863 - Alfred de Vigny, poeta, scrittore e militare francese (n. 1797)
- 1864 - Ambrogio Berchet, patriota italiano (n. 1784)
- 1864 - Walter Savage Landor, scrittore inglese (n. 1775)
- 1866 - Francesco Maria da Camporosso, religioso italiano (n. 1804)
- 1868 - Naso Aquilino, condottiero nativo americano (n. 1835)
- 1869 - Hiroshige II, pittore e incisore giapponese (n. 1826)
- 1873 - Charles Yorke, IV conte di Hardwicke, ammiraglio e politico inglese (n. 1799)
- 1877 - Pomare IV, regina (n. 1813)
- 1877 - William Fox Talbot, inventore e fotografo inglese (n. 1800)
- 1878 - Orélie Antoine de Tounens, avvocato e avventuriero francese (n. 1825)
- 1879 - Charles-Amable de la Tour d'Auvergne Lauraguais, arcivescovo cattolico francese (n. 1826)
- 1879 - Camillo Rondani, entomologo italiano (n. 1808)
- 1879 - Eugène Viollet-le-Duc, architetto e restauratore francese (n. 1814)
- 1880 - Ram Singh II, principe indiano (n. 1833)
- 1886 - Asher Brown Durand, pittore statunitense (n. 1796)
- 1888 - Michele Anfossi, politico italiano (n. 1819)
- 1889 - Luigi Bellardi, zoologo, paleontologo e entomologo italiano (n. 1818)
- 1889 - Şevkefza Sultan, ottomana (n. 1820)
- 1890 - Jules François Alexandre Joffrin, politico francese (n. 1846)
- 1892 - Rudolf von Jhering, giurista tedesco (n. 1818)
- 1893 - Mariano Acosta, politico argentino (n. 1825)
- 1893 - Pietro Saporetti, pittore italiano (n. 1832)
- 1894 - Deng Shichang, ammiraglio cinese (n. 1849)
- 1895 - Sigismondo Felice Feliński, arcivescovo cattolico e santo polacco (n. 1822)
- 1895 - Filippo Linati, politico, scrittore e poeta italiano (n. 1816)

## XX secolo(247)
- 1901 - Andrea Maria Sterk, vescovo cattolico croato (n. 1827)
- 1903 - Aliye Sultan, principessa ottomana (n. 1880)
- 1903 - Friedrich Kaulbach, pittore tedesco (n. 1822)
- 1904 - Daniel Willard Fiske, bibliografo, linguista e scacchista statunitense (n. 1831)
- 1904 - Kartini, attivista e nobile indonesiana (n. 1879)
- 1905 - Nicola Guglielmo di Nassau, principe olandese (n. 1832)
- 1907 - Ignaz Brüll, compositore e pianista austriaco (n. 1846)
- 1907 - Edmonia Lewis, scultrice statunitense (n. 1844)
- 1909 - William George McCloskey, vescovo cattolico statunitense (n. 1823)
- 1911 - Giovanni Battista Melzi, letterato e enciclopedista italiano (n. 1844)
- 1912 - Charles Bilot, calciatore francese (n. 1883)
- 1914 - Louis-Charles Boileau, architetto francese (n. 1837)
- 1914 - Marie Joseph Eugène Bridoux, generale francese (n. 1856)
- 1915 - Konstantin Egorovič Makovskij, pittore russo (n. 1839)
- 1915 - Mario Musso, militare italiano (n. 1876)
- 1915 - Ettore Pinelli, violinista, direttore d'orchestra e compositore italiano (n. 1843)
- 1915 - Pier Luigi San Donnino, avvocato e politico italiano (n. 1846)
- 1916 - Arthur Hoops, attore statunitense (n. 1870)
- 1916 - Seth Low, educatore e politico statunitense (n. 1850)
- 1916 - Achille Stennio, militare italiano (n. 1866)
- 1917 - Heinrich Hoeftman, medico tedesco (n. 1851)
- 1918 - John Murphy Farley, cardinale e arcivescovo cattolico irlandese (n. 1842)
- 1918 - Egidio Raimondo Maccanti, presbitero italiano (n. 1876)
- 1920 - Eliza Burt Gamble, scrittrice statunitense (n. 1841)
- 1921 - Felice Bisleri, patriota, chimico e imprenditore italiano (n. 1851)
- 1921 - Van Dyke Brooke, regista cinematografico, attore e sceneggiatore statunitense (n. 1859)
- 1921 - Giovanni Capranesi, pittore e disegnatore italiano (n. 1852)
- 1921 - Philipp zu Eulenburg, diplomatico tedesco (n. 1847)
- 1922 - Enrique Aberg, architetto e pittore svedese (n. 1841)
- 1923 - Otto Böckel, bibliotecario, musicologo e politico tedesco (n. 1859)
- 1924 - John Martin Schaeberle, astronomo tedesco (n. 1853)
- 1925 - Emanuele Cutinelli Rendina, ammiraglio italiano (n. 1860)
- 1926 - August Sauer, germanista e storico della letteratura austriaco (n. 1855)
- 1927 - Guido Chelotti, ammiraglio italiano (n. 1869)
- 1927 - Anatolij Koni, scrittore e giurista russo (n. 1844)
- 1928 - Emilia Corsi, soprano italiano (n. 1870)
- 1930 - Vincenzo Asprea, entomologo italiano (n. 1874)
- 1930 - Alois Delug, pittore austriaco (n. 1859)
- 1930 - Eduard Sachau, orientalista tedesco (n. 1845)
- 1931 - Marcello Amero d'Aste Stella, ammiraglio e politico italiano (n. 1853)
- 1931 - Marvin Hart, pugile statunitense (n. 1876)
- 1931 - Bona Benvenisti Viterbi, scrittrice italiana (n. 1859)
- 1932 - Pietro Betta, architetto e urbanista italiano (n. 1878)
- 1933 - Gustaf Ankarcrona, pittore svedese (n. 1869)
- 1934 - Francesco Bajardi, compositore e pianista italiano (n. 1867)
- 1934 - Erik Lindqvist, velista svedese (n. 1886)
- 1935 - Vasilij Adol'fovič Lindholm, zoologo russo (n. 1874)
- 1935 - Nunzio Nasi, politico italiano (n. 1850)
- 1936 - Álvaro Santos Cejudo, beato spagnolo (n. 1880)
- 1936 - Giorgio Franceschi, militare e aviatore italiano (n. 1911)
- 1936 - Henri Le Châtelier, chimico francese (n. 1850)
- 1936 - Valerio Terzi, calciatore italiano (n. 1896)
- 1936 - Edith Villiers, nobildonna inglese (n. 1841)
- 1937 - Robert Davidsohn, storico tedesco (n. 1853)
- 1937 - Clifford Smith, regista, attore e produttore cinematografico statunitense (n. 1894)
- 1938 - Bruno Jasieński, scrittore polacco (n. 1901)
- 1938 - Nikolaj Dmitrievič Kondrat'ev, economista sovietico (n. 1892)
- 1938 - Sadao Yamanaka, regista e sceneggiatore giapponese (n. 1909)
- 1939 - Otto Ruff, chimico tedesco (n. 1871)
- 1939 - Otto Röhm, chimico e imprenditore tedesco (n. 1876)
- 1939 - Marbeth Wright, attrice e cantante statunitense (n. 1915)
- 1940 - Fortunato Ballerini, dirigente sportivo italiano (n. 1852)
- 1940 - Enrico Giammarco, militare italiano (n. 1896)
- 1940 - Paul Lecaron, tennista francese (n. 1863)
- 1940 - Panas Saksahans'kyj, attore, regista e drammaturgo ucraino (n. 1859)
- 1940 - Albert Weber, calciatore tedesco (n. 1888)
- 1941 - Alexandru Ioanițiu, generale rumeno (n. 1890)
- 1941 - Fred Karno, circense britannico (n. 1866)
- 1942 - Cecilia Beaux, pittrice statunitense (n. 1855)
- 1943 - Estella Agsteribbe, ginnasta olandese (n. 1909)
- 1943 - Marcello Bonacchi, militare italiano (n. 1919)
- 1943 - Giuseppe Jona, medico italiano (n. 1866)
- 1943 - Gino Lucetti, anarchico e antifascista italiano (n. 1900)
- 1943 - Filiberto Luzzani, presbitero e botanico italiano (n. 1909)
- 1943 - Pasquale Sacco, carabiniere italiano (n. 1900)
- 1944 - Dino Degani, partigiano italiano (n. 1926)
- 1944 - Rita Rosani, partigiana italiana (n. 1920)
- 1945 - Salvatore Contarini, diplomatico e politico italiano (n. 1867)
- 1945 - Yu Dafu, scrittore e poeta cinese (n. 1896)
- 1946 - Bernard Groethuysen, filosofo, sociologo e storico tedesco (n. 1880)
- 1947 - Robert Hawthorn Kitson, pittore inglese (n. 1873)
- 1947 - Ferdinando Lori, ingegnere italiano (n. 1869)
- 1948 - Ruth Benedict, antropologa statunitense (n. 1887)
- 1948 - Folke Bernadotte, politico, diplomatico e filantropo svedese (n. 1895)
- 1948 - Ferruccio Giannini, tenore italiano (n. 1868)
- 1948 - Ruggero Guerrieri, storico italiano (n. 1873)
- 1948 - Emil Ludwig, scrittore e giornalista tedesco (n. 1881)
- 1948 - Raffaele Carlo Rossi, cardinale e arcivescovo cattolico italiano (n. 1876)
- 1950 - Percy Standing, attore inglese (n. 1882)
- 1951 - Materno Giribaldi, scultore italiano (n. 1870)
- 1951 - František Nušl, astronomo e matematico ceco (n. 1867)
- 1951 - Herbert Pililaau, militare statunitense (n. 1928)
- 1951 - Jimmy Yancey, pianista, compositore e cantante statunitense (n. 1898)
- 1952 - Fred Sauer, regista, sceneggiatore e attore austriaco (n. 1886)
- 1953 - Emil Ermatinger, filologo tedesco (n. 1873)
- 1953 - David Munson, mezzofondista e siepista statunitense (n. 1884)
- 1954 - Alessandro Virginio Dolci, tenore italiano (n. 1890)
- 1954 - Augusto Introzzi, ciclista su strada italiano (n. 1913)
- 1955 - Arnaldo Martelli, attore italiano (n. 1887)
- 1955 - Leopold von Ledebur, attore tedesco (n. 1876)
- 1957 - Heinrich Balss, zoologo tedesco (n. 1886)
- 1957 - José Legarreta, calciatore spagnolo (n. 1903)
- 1957 - Eugenio Spiazzi, politico italiano (n. 1887)
- 1958 - Dante Nello Carapelli, attore e regista italiano (n. 1891)
- 1958 - Herbie Fields, clarinettista e sassofonista statunitense (n. 1919)
- 1958 - Josephine Lovett, sceneggiatrice statunitense (n. 1877)
- 1958 - Friedrich Adolf Paneth, chimico austriaco (n. 1887)
- 1959 - Giovanni Ghedini, medico italiano (n. 1877)
- 1959 - Adolf Kajpr, presbitero ceco (n. 1902)
- 1959 - Marino Marini, aviatore italiano (n. 1911)
- 1960 - Eduard Krčma, calciatore cecoslovacco (n. 1898)
- 1960 - Gaetano Polverelli, giornalista e politico italiano (n. 1886)
- 1961 - Adnan Menderes, politico turco (n. 1899)
- 1961 - Fatin Rüştü Zorlu, politico e diplomatico turco (n. 1910)
- 1962 - Stella Adams, attrice statunitense (n. 1883)
- 1962 - Francesco Flora, critico letterario, storico della letteratura e poeta italiano (n. 1891)
- 1962 - Lamberto Picasso, attore, regista e doppiatore italiano (n. 1880)
- 1963 - Eduard Spranger, pedagogista e psicologo tedesco (n. 1882)
- 1964 - Jean Ray, scrittore belga (n. 1887)
- 1964 - Nicola Pistelli, politico e giornalista italiano (n. 1929)
- 1965 - Ksenija Georgievna Romanova, principessa russa (n. 1903)
- 1965 - Alejandro Casona, scrittore spagnolo (n. 1903)
- 1965 - Jacques Coutrot, schermidore francese (n. 1898)
- 1965 - Vincenzo Volpe, calciatore italiano (n. 1919)
- 1966 - Mário Filho, giornalista e scrittore brasiliano (n. 1908)
- 1966 - Fritz Wunderlich, tenore tedesco (n. 1930)
- 1967 - Jerzy Dąbrowski, ingegnere polacco (n. 1899)
- 1967 - Charley Johnson, lottatore statunitense (n. 1887)
- 1967 - Geoffrey Keyes, generale statunitense (n. 1888)
- 1967 - Gastone Pierini, sollevatore italiano (n. 1899)
- 1967 - Jean Rolland, pilota di rally e pilota automobilistico francese (n. 1935)
- 1967 - Paul Schebesta, religioso, antropologo e linguista tedesco (n. 1887)
- 1967 - Werner Schulz, calciatore tedesco (n. 1917)
- 1967 - Adrienne von Speyr, mistica, medico e scrittrice svizzera (n. 1902)
- 1967 - Agapios Tomboulis, musicista e cantante greco (n. 1884)
- 1968 - Armand Blanchonnet, ciclista su strada francese (n. 1903)
- 1968 - Emma Goitein Dessau, pittrice tedesca (n. 1877)
- 1968 - Mascarenhas de Morais, generale brasiliano (n. 1883)
- 1968 - Mario Toscano, storico e diplomatico italiano (n. 1908)
- 1968 - Carlo Emanuele a Prato, patriota, antifascista e giornalista italiano (n. 1895)
- 1969 - Marcel Kauffmann, calciatore francese (n. 1910)
- 1969 - Giovanni Urbani, cardinale e patriarca cattolico italiano (n. 1900)
- 1970 - France Bevk, scrittore, poeta e traduttore sloveno (n. 1890)
- 1970 - Davey Brown, calciatore statunitense (n. 1898)
- 1970 - Désiré Keteleer, ciclista su strada belga (n. 1920)
- 1971 - Auguste Castille, ginnasta francese (n. 1883)
- 1971 - Oszkár Kálmán, basso ungherese (n. 1887)
- 1971 - Letterio La Spada, politico e medico italiano (n. 1911)
- 1971 - Germain M'ba, diplomatico e politico gabonese (n. 1932)
- 1971 - James Plumeri, mafioso italiano (n. 1903)
- 1971 - Oscar Uccelli, politico italiano (n. 1894)
- 1972 - Thomas L. Sprague, ammiraglio statunitense (n. 1894)
- 1972 - Akim Tamiroff, attore armeno (n. 1899)
- 1973 - Ina Maria di Bassewitz-Levetzow, contessa (n. 1888)
- 1973 - Eugenio Garza Sada, imprenditore messicano (n. 1892)
- 1973 - Antonín Laštovička, calciatore cecoslovacco (n. 1898)
- 1974 - André Dunoyer de Segonzac, pittore, incisore e illustratore francese (n. 1884)
- 1974 - Alina Ferdinandy, scultrice e saggista slovacca (n. 1926)
- 1975 - Krešimir Baranović, compositore e direttore d'orchestra croato (n. 1894)
- 1975 - Eugenio Corrodi, calciatore svizzero (n. 1922)
- 1975 - Vladimir Kragić, calciatore jugoslavo (n. 1910)
- 1975 - Nicola Moscona, basso greco (n. 1907)
- 1975 - Emmeline Snively, imprenditrice statunitense (n. 1909)
- 1977 - Ruth Andreas-Friedrich, giornalista e scrittrice tedesca (n. 1901)
- 1977 - William Herbert Sheldon, psicologo e numismatico statunitense (n. 1898)
- 1978 - Jack Simmons, giocatore di football americano statunitense (n. 1924)
- 1978 - Waltencir, calciatore brasiliano (n. 1946)
- 1979 - Günther Jachmann, filologo classico tedesco (n. 1887)
- 1979 - Arturo Schaerer, giornalista e imprenditore paraguaiano (n. 1907)
- 1979 - Mitsuru Yoshida, ufficiale e scrittore giapponese (n. 1923)
- 1980 - Rex Norris, hockeista su prato indiano (n. 1899)
- 1980 - Emilio Petiva, ciclista su strada italiano (n. 1890)
- 1980 - Anastasio Somoza Debayle, politico e militare nicaraguense (n. 1925)
- 1980 - Bianca Stagno Bellincioni, attrice e soprano italiana (n. 1888)
- 1980 - Michael Strong, attore, produttore cinematografico e produttore televisivo statunitense (n. 1918)
- 1982 - Arturo Brown, cestista statunitense (n. 1961)
- 1982 - Clara Marchetto, attivista italiana (n. 1911)
- 1983 - Vittorio Buttafava, giornalista e scrittore italiano (n. 1918)
- 1983 - Humberto Sousa Medeiros, cardinale e arcivescovo cattolico portoghese (n. 1915)
- 1983 - Rosa d'Asburgo-Lorena, nobile italiana (n. 1906)
- 1984 - Richard Basehart, attore statunitense (n. 1914)
- 1984 - Giancarlo Fusco, scrittore, giornalista e attore italiano (n. 1915)
- 1984 - Rafael Jiménez, pallanuotista spagnolo (n. 1911)
- 1984 - Sven Jonasson, calciatore svedese (n. 1909)
- 1984 - Pavel Pavlovič Polubojarov, generale sovietico (n. 1901)
- 1984 - Jurij Iosifovič Vizbor, attore e chitarrista sovietico (n. 1934)
- 1985 - Laura Ashley, stilista, designer e imprenditrice britannica (n. 1925)
- 1985 - Carmen Barth, pugile statunitense (n. 1912)
- 1985 - Petter Ravn, calciatore norvegese (n. 1908)
- 1985 - Trương Thanh Đăng, artista marziale vietnamita (n. 1894)
- 1986 - Erich Bautz, ciclista su strada e pistard tedesco (n. 1913)
- 1986 - Henrik Sjögren, oculista svedese (n. 1899)
- 1987 - Vladimir Pavlovič Basov, regista, attore e sceneggiatore sovietico (n. 1923)
- 1987 - Silvio Cirielli, politico italiano (n. 1925)
- 1987 - Ernest Morris, regista inglese (n. 1913)
- 1987 - Dieter Schidor, attore tedesco (n. 1948)
- 1988 - Giorgio Bernardi, arbitro di calcio italiano (n. 1912)
- 1988 - Hilde Güden, soprano austriaco (n. 1917)
- 1988 - Emment Kapengwe, calciatore zambiano (n. 1943)
- 1989 - Lionel Malamed, cestista statunitense (n. 1924)
- 1989 - Serge Stauffer, fotografo e artista svizzero (n. 1929)
- 1990 - Angelo Schiavio, calciatore e allenatore di calcio italiano (n. 1905)
- 1991 - Bernhard Bischoff, paleografo, filologo e storico tedesco (n. 1906)
- 1991 - Rob Tyner, cantante statunitense (n. 1944)
- 1991 - Luciano Gisberti, calciatore e allenatore di calcio italiano (n. 1915)
- 1991 - Hal Hutcheson, cestista e allenatore di pallacanestro statunitense (n. 1920)
- 1991 - Frank H. Netter, medico e illustratore statunitense (n. 1906)
- 1991 - Song Shilun, generale cinese (n. 1907)
- 1992 - Fëdor Fëdorovič Šaljapin, attore russo (n. 1905)
- 1992 - Ignazio e Antonino Salvo, mafioso italiano (n. 1931)
- 1992 - Ralph Schwarz, canottiere olandese (n. 1967)
- 1992 - Sadegh Sharafkandi, attivista iraniano (n. 1938)
- 1992 - Judith Nisse Shklar, filosofa e politologa lettone (n. 1928)
- 1992 - Roger Wagner, direttore di coro, docente e direttore artistico statunitense (n. 1914)
- 1993 - James Griffith, attore statunitense (n. 1916)
- 1993 - Willie Mosconi, giocatore di biliardo statunitense (n. 1913)
- 1993 - Viktor Petrovič Nikonov, politico sovietico (n. 1929)
- 1993 - Christian Nyby, regista e montatore statunitense (n. 1913)
- 1994 - Iris Adrian, attrice e ballerina statunitense (n. 1912)
- 1994 - Arnold Badjou, calciatore belga (n. 1909)
- 1994 - Vitas Gerulaitis, tennista statunitense (n. 1954)
- 1994 - Karl Popper, filosofo austriaco (n. 1902)
- 1994 - Peter Zaremba, martellista statunitense (n. 1908)
- 1995 - Gottfried Bermann Fischer, editore e medico tedesco (n. 1897)
- 1995 - Helen Nearing, scrittrice statunitense (n. 1904)
- 1995 - Francesco Massimiani, paroliere e musicista italiano (n. 1957)
- 1995 - Grady Sutton, attore statunitense (n. 1906)
- 1995 - Lucien Victor, ciclista su strada belga (n. 1931)
- 1996 - Spiro Agnew, politico statunitense (n. 1918)
- 1996 - Teodoro Fernández, calciatore peruviano (n. 1913)
- 1996 - Rose Parenti, attrice statunitense (n. 1911)
- 1996 - Henk Schijvenaar, calciatore olandese (n. 1918)
- 1997 - Benjamin Atkins, serial killer statunitense (n. 1968)
- 1997 - Karl Kainberger, calciatore austriaco (n. 1912)
- 1997 - Gilberto Pressacco, musicologo, direttore di coro e presbitero italiano (n. 1945)
- 1997 - Red Skelton, attore statunitense (n. 1913)
- 1997 - Jan P. Syse, politico e avvocato norvegese (n. 1930)
- 1998 - William Albright, compositore, pianista e organista statunitense (n. 1944)
- 1998 - Mario Barera, calciatore italiano (n. 1921)
- 1998 - Gustav Nezval, attore ceco (n. 1907)
- 1999 - Riccardo Cucciolla, attore, doppiatore e direttore del doppiaggio italiano (n. 1924)
- 1999 - Harold Johnson, cestista statunitense (n. 1920)
- 1999 - François Müller, calciatore lussemburghese (n. 1927)
- 1999 - Henri Storck, artista belga (n. 1907)
- 1999 - Frankie Vaughan, cantante e attore britannico (n. 1928)
- 2000 - Georgij Gongadze, giornalista ucraino (n. 1969)
- 2000 - Paula Yates, conduttrice televisiva, scrittrice e giornalista britannica (n. 1959)

## XXI secolo(121)
- 2001 - Ray Gill, calciatore inglese (n. 1924)
- 2001 - Davit Q'ipiani, calciatore e allenatore di calcio sovietico (n. 1951)
- 2002 - Dida, calciatore brasiliano (n. 1934)
- 2002 - Dodo Marmarosa, pianista statunitense (n. 1925)
- 2002 - Govind Perumal, hockeista su prato indiano (n. 1925)
- 2003 - Ray Milton, hockeista su ghiaccio canadese (n. 1912)
- 2003 - Giuseppe Parlato, militare, dirigente pubblico e prefetto italiano (n. 1917)
- 2003 - Buck Sydnor, cestista e allenatore di pallacanestro statunitense (n. 1921)
- 2004 - Riccardo Di Santo, calciatore e allenatore di calcio italiano (n. 1913)
- 2005 - Manuel Hermida Losada, calciatore spagnolo (n. 1924)
- 2005 - Luigi Passoni, partigiano e politico italiano (n. 1926)
- 2005 - Alfred Reed, compositore statunitense (n. 1921)
- 2005 - Maria Trabucchi, filantropa italiana (n. 1909)
- 2006 - Hans Berglund, canoista svedese (n. 1918)
- 2006 - George Heslop, calciatore inglese (n. 1940)
- 2006 - Patricia Kennedy Lawford, socialite e produttrice televisiva statunitense (n. 1924)
- 2006 - Aleksej Loktev, attore sovietico (n. 1939)
- 2006 - Nate Lubell, schermidore statunitense (n. 1916)
- 2006 - Nilton Pereira Mendes, calciatore brasiliano (n. 1976)
- 2006 - Edward Re, magistrato statunitense (n. 1920)
- 2006 - Leonella Sgorbati, religiosa italiana (n. 1940)
- 2006 - Kazuyuki Sogabe, attore e doppiatore giapponese (n. 1948)
- 2006 - Nicolas Vogel, attore francese (n. 1925)
- 2007 - Maurice King, cestista statunitense (n. 1935)
- 2007 - Charlotte Lewis, cestista statunitense (n. 1955)
- 2008 - José María Cirarda Lachiondo, arcivescovo cattolico spagnolo (n. 1917)
- 2008 - James Crumley, scrittore statunitense (n. 1939)
- 2008 - Inga Fischer-Hjalmars, fisica, chimica e umanista svedese (n. 1918)
- 2008 - Fausto Gardini, tennista italiano (n. 1930)
- 2008 - Humberto Solás, regista e sceneggiatore cubano (n. 1941)
- 2008 - Lu'lu'a bint Abd al-Aziz Al Sa'ud, principessa saudita (n. 1928)
- 2009 - Antonio Fortunato, militare italiano (n. 1974)
- 2009 - Randy Johnson, giocatore di football americano statunitense (n. 1944)
- 2009 - Leon Kirchner, compositore statunitense (n. 1919)
- 2009 - Leonardo Tarantini, partigiano, antifascista e poeta italiano (n. 1920)
- 2009 - Roberto Valente, militare italiano (n. 1972)
- 2010 - Christophe Bertrand, compositore francese (n. 1981)
- 2010 - Sergio Di Stefano, attore, doppiatore e direttore del doppiaggio italiano (n. 1939)
- 2010 - Bill Littlejohn, animatore e sindacalista statunitense (n. 1914)
- 2010 - Angelo Pierangeli, chirurgo italiano (n. 1932)
- 2010 - Alessandro Romani, militare italiano (n. 1974)
- 2011 - Ugo Benassi, politico italiano (n. 1928)
- 2011 - Faidōn Matthaiou, canottiere, cestista e allenatore di pallacanestro greco (n. 1924)
- 2011 - Kurt Sanderling, direttore d'orchestra tedesco (n. 1912)
- 2011 - Ferenc Szojka, calciatore ungherese (n. 1931)
- 2011 - Daniele Tei, generale italiano (n. 1946)
- 2012 - Pavel Kazakov, arbitro di calcio sovietico (n. 1928)
- 2012 - Édouard Leclerc, imprenditore francese (n. 1926)
- 2012 - Manne Praeker, produttore discografico, bassista e cantante tedesco (n. 1951)
- 2012 - Mario Specchio, scrittore, poeta e traduttore italiano (n. 1946)
- 2012 - Musa'id bin Sa'ud Al Sa'ud, principe, politico e diplomatico saudita (n. 1927)
- 2013 - Marcel Heyninck, pallanuotista belga (n. 1931)
- 2013 - Dick O'Neal, cestista statunitense (n. 1935)
- 2013 - Martín de Riquer, linguista, filologo e nobile spagnolo (n. 1914)
- 2014 - Kiço Fotiadhi, giornalista albanese (n. 1940)
- 2014 - Andrij Husin, calciatore ucraino (n. 1972)
- 2014 - China Zorrilla, attrice uruguaiana (n. 1922)
- 2015 - Valeria Cappellotto, ciclista su strada italiana (n. 1970)
- 2015 - Alfredo Chiaretti, calciatore italiano (n. 1923)
- 2015 - Dettmar Cramer, allenatore di calcio tedesco (n. 1925)
- 2015 - Luciano Foglietta, giornalista e scrittore italiano (n. 1922)
- 2015 - Nelo Risi, poeta e regista italiano (n. 1920)
- 2015 - Sloane Shelton, attrice statunitense (n. 1934)
- 2015 - Bruno Tommasi, arcivescovo cattolico italiano (n. 1930)
- 2016 - Theodore Wilbur Anderson, statistico statunitense (n. 1918)
- 2016 - Charmian Carr, attrice statunitense (n. 1942)
- 2016 - C. Martin Croker, animatore e doppiatore statunitense (n. 1962)
- 2016 - Bahman Golbarnezhad, paraciclista, sollevatore e militare iraniano (n. 1968)
- 2016 - Rune Larsson, ostacolista e velocista svedese (n. 1924)
- 2016 - Hans Mühlethaler, scrittore e drammaturgo svizzero (n. 1930)
- 2016 - Sigge Parling, calciatore svedese (n. 1930)
- 2016 - Toimi Pitkänen, canottiere finlandese (n. 1928)
- 2016 - Severino Santiapichi, magistrato e scrittore italiano (n. 1926)
- 2016 - Rolf Peter Sieferle, storico tedesco (n. 1949)
- 2017 - Eugenio Bersellini, calciatore, allenatore di calcio e dirigente sportivo italiano (n. 1936)
- 2017 - William F. Goodling, politico statunitense (n. 1927)
- 2017 - Bobby Heenan, statunitense (n. 1944)
- 2017 - Vladimír Koiš, calciatore cecoslovacco (n. 1936)
- 2017 - Hans B. Pacejka, ingegnere e fisico olandese (n. 1934)
- 2018 - Barbara Nascimbene, attrice italiana (n. 1958)
- 2019 - Gennaro Borrelli, pittore, scrittore e scenografo italiano (n. 1921)
- 2019 - Fabio Buzzi, imprenditore, ingegnere e pilota motonautico italiano (n. 1943)
- 2019 - Nino Delli, cantautore e produttore discografico italiano (n. 1940)
- 2019 - Gábor Horváth, dirigente sportivo e calciatore ungherese (n. 1959)
- 2019 - Jessica Jaymes, attrice pornografica statunitense (n. 1979)
- 2019 - Imata Kabua, politico marshallese (n. 1943)
- 2019 - Angelo Paoluzi, giornalista italiano (n. 1928)
- 2019 - Suzanne Whang, conduttrice televisiva, attrice e comica statunitense (n. 1962)
- 2020 - Luigi Amicarelli, calciatore italiano (n. 1929)
- 2020 - Francesco Boni De Nobili, scrittore italiano (n. 1951)
- 2020 - Daniel Charles-Alfred, calciatore francese (n. 1934)
- 2020 - Angelica Frisa Morandini, ingegnera italiana (n. 1934)
- 2020 - Terry Goodkind, scrittore statunitense (n. 1948)
- 2020 - Winston Groom, scrittore e giornalista statunitense (n. 1943)
- 2020 - Alberto Gómez, calciatore uruguaiano (n. 1944)
- 2020 - Luboš Perek, astronomo ceco (n. 1919)
- 2020 - Giuseppe Prestipino, filosofo, sociologo e politico italiano (n. 1922)
- 2020 - Joe Ruklick, cestista statunitense (n. 1938)
- 2020 - Larry Wilson, giocatore di football americano statunitense (n. 1938)
- 2020 - Gian Franco Zanetti, pallavolista italiano (n. 1942)
- 2021 - Sergio Borelli, giornalista italiano (n. 1923)
- 2021 - Abdelaziz Bouteflika, politico algerino (n. 1937)
- 2021 - Mario Camus, regista e sceneggiatore spagnolo (n. 1935)
- 2021 - Geisa Alini Campos da Silva de Oliveira, cestista brasiliana (n. 1979)
- 2021 - Kemal Kurspahić, giornalista bosniaco (n. 1946)
- 2021 - Alfonso Sastre, drammaturgo, scrittore e saggista spagnolo (n. 1926)
- 2021 - Tony Scott, calciatore inglese (n. 1941)
- 2022 - Kelsang Gyatso, monaco buddhista tibetano (n. 1931)
- 2022 - Marva Hicks, cantante e attrice statunitense (n. 1956)
- 2022 - Igor' Maslennikov, regista sovietico (n. 1931)
- 2022 - Vlado Milunić, architetto ceco (n. 1941)
- 2022 - Francesco Mora, filosofo e storico della filosofia italiano (n. 1959)
- 2022 - Maria Grazia Pagano, politica italiana (n. 1945)
- 2022 - Christian Rätsch, antropologo e scrittore tedesco (n. 1957)
- 2022 - Maarten Schmidt, astronomo statunitense (n. 1929)
- 2023 - Aleksandr Chvan, regista sovietico (n. 1957)
- 2024 - Nelson DeMille, scrittore statunitense (n. 1943)
- 2024 - César Martins de Oliveira, calciatore brasiliano (n. 1956)
- 2024 - Beppe Menegatti, regista teatrale italiano (n. 1929)
- 2024 - J. D. Souther, cantautore, chitarrista e attore statunitense (n. 1945)
- 2024 - Donnell Thompson, giocatore di football americano statunitense (n. 1958)

## Senza anno specificato(2)
- Lamberto di Maastricht, vescovo e santo franco
- Reginaldo di Mélinais, religioso francese